# Instituto Politécnico de Viseu
Fundado no dia 26 de dezembro de 1979, o Instituto Politécnico de Viseu (IPV), é o primeiro e único estabelecimento de ensino superior público do distrito, assinalando assim um marco importante de desenvolvimento para a região de Viseu.
Hoje é uma referência incontornável nas cidades de Viseu e Lamego e em toda a região centro, assumindo-se desde o seu nascimento até aos nossos dias como motor impulsionador do desenvolvimento científico, tecnológico, cultural e económico, designadamente através das suas atividades de ensino e investigação, de difusão cultural, científica e tecnológica, de parcerias, protocolos inter-institucionais e colaborações com empresas e outras instituições.
O leque formativo diversificado que disponibiliza, expresso nos cursos de licenciatura, mestrado, pós-licenciatura, pós-graduação, Cursos Técnicos Superiores Profissionais (CTeSP) e cursos breves ministrados, conjugados com uma estratégia de parcerias com o tecido empresarial, educativo, cultural e social da região, proporcionam aos seus diplomados uma rápida inserção na vida activa e, simultaneamente, desenvolvimento e progresso à região e ao país.
No total, o Instituto Politécnico de Viseu tem uma oferta formativa de 29 cursos de licenciatura, 29 mestrados, 13 pós-graduações, 6 pós-licenciaturas e 29 CTeSP, fazendo um total de 106 cursos.

## Escolas Superiores
O Instituto Politécnico de Viseu é composto por cinco escolas superiores e uma comunidade constituída por mais de 6000 estudantes, 355 docentes e 230 funcionários.
As Escolas Superiores que compõem o IPV são as seguintes:
- ESEV - Escola Superior de Educação de Viseu

A funcionar num emblemático edifício do centro de Viseu, a ESEV foi a primeira unidade orgânica de um Instituto Politécnico a entrar em funcionamento em Portugal. A funcionar desde 1983 no emblemático edifício da antiga Escola do Magistério Primário, em Viseu, destaca a sua vocação na área da formação de professores (a sua matriz fundadora), mas também nas áreas da comunicação, intervenção social, e artes. O ensino prático com formação em contexto real é destacado como uma das principais forças, sendo concretizado através da realização de estágios, projetos e actividades de interesse comum para a região.
- ESTGV - Escola Superior de Tecnologia e Gestão de Viseu

Criada em 1985, o curso de Gestão foi o primeiro a funcionar no ano lectivo de 1987/1988.
A ESTGV, enquanto estabelecimento de ensino superior, é um centro de criação, difusão e transmissão de cultura, ciência e tecnologia, articulando as suas actividades nos domínios do ensino, da formação profissional, da investigação e da prestação de serviços à comunidade. A ESTGV rege-se por padrões de qualidade que asseguram formação adequada às necessidades da comunidade em que se insere.
- ESAV - Escola Superior Agrária de Viseu

Criada oficialmente em 1994, desta forma deu-se continuidade à tradição, pois a Cidade de Viseu teve o privilégio de ser pioneira no Ensino Agrícola em Portugal através da criação da Escola Prática de Agricultura de Viseu, por Decreto de 16 de Dezembro de 1852.
A ESAV pretende transmitir e divulgar o conhecimento, com vista à formação de estudantes com elevado nível de competências nas áreas das ciências agrárias, alimentares e veterinárias; promover a investigação aplicada e sua divulgação, o intercâmbio cultural, científico e tecnológico com instituições congéneres, nacionais e internacionais e o relacionamento com o tecido empresarial, de forma a contribuir para o desenvolvimento da região e do país.
- ESTGL - Escola Superior de Tecnologia e Gestão de Lamego

Criada oficialmente em 1999, as suas actividades lectivas tiveram início em 2000/2001, com as licenciaturas de Gestão e Informática e Gestão Turística, Cultural e Patrimonial.
A ESTGL ministra actualmente CTeSP, licenciaturas mestrados, pretendendo desenvolver outras áreas de formação igualmente relacionadas com a gestão, serviço social, administração, turismo, informática e novas tecnologias.
- ESSV - Escola Superior de Saúde de Viseu

A Escola Superior de Saúde de Viseu é uma instituição de ensino superior localizada na cidade de Viseu, em Portugal, que resultou da reconversão da Escola Superior de Enfermagem (Portaria n.º 216/2005, de 24 de Fevereiro).
A Escola Superior de Enfermagem de Viseu foi criada pela Portaria n.º 228/71, de 01 de Maio, tendo iniciado as suas actividades pedagógicas e científicas ao serviço da formação em Enfermagem em Outubro de 1974. A sua integração como Unidade Orgânica do 'Instituto Politécnico de Viseu' ocorreu em Janeiro de 2001. Em fevereiro de 2005, foi feita a sua reconversão para Escola Superior de Saúde.

## Vida Académica
- TUNADÃO 1998 - Tuna do Instituto Politécnico de Viseu

Decorria o ano de 1998, quando a Associação de Estudantes da Escola Superior de Tecnologia e Gestão de Viseu, na pessoa do seu presidente, lança a um ex-tuno de outra academia o desafio de fundar uma tuna exclusiva do Instituto Politécnico de Viseu. Assim, no dia 3 de maio de 1998, com três meses de ensaios, nasce a TUNA DO IPV com a sua primeira apresentação pública na XIV Semana Académica de Viseu.
Passado um ano, sensivelmente, surge o hino da Academia. Uma música original, da autoria do tuno João Oliveira, intitulada de "Viseu Graciosa". Música conhecida por todos os estudantes da Academia.
A 6 de dezembro de 2003, a tuna dá um espectáculo na Aula Magna do IPV, intitulado "por ruelas e calçadas", o qual vai originar o lançamento do primeiro CD desta tuna. Assim sendo, surge o CD gravado ao vivo que adquiriu o nome do espectáculo ("Por ruelas e calçadas").
Por alturas do seu 6.º aniversário, em 2004, decide acrescentar ao seu nome a designação TUNADÃO 1998, destacando a ligação à Região Demarcada do Dão e ao ano de 1998, ano da sua fundação.
Nesse mesmo ano realiza-se o primeiro festival realizado pela TUNADÃO 1998, o CITADÃO. Festival que tardou a surgir, devido à complexidade do evento, contudo foi muito bem organizado e conseguido. O nome CITADÃO surgiu de forma a conjugar o tipo de evento à região onde estamos inseridos (Certame Internacional de Tunas Académicas do Dão-Lafões). O Festival é realizado anualmente e conta com a presença de prestigiadas tunas nacionais e internacionais.
É com muito orgulho que a Tuna do IPV tem representado a academia e a cidade de Viseu por todo o país, incluindo Açores (2006) e Madeira (2008), levando na bagagem sempre consigo o espírito alegre e encantatório próprio dos estudantes. Passados 10 anos da sua formação, para comemoração de uma data tão importante e por exigência dos estudantes de toda a Academia, a Tuna lança o seu segundo CD "de capa bem traçada", gravado em estúdio.
Nas suas fileiras, a Tuna conta neste momento com cerca de 40 alegres e joviais trovadores, sendo adoptada uma hierarquia rígida para assegurar o bom funcionamento do grupo. Esta hierarquização estrutura-se em Tuno-Mestre, Tunos Ilustres, Tunos Doutores/Engenheiros/Enfermeiros (consoante o curso que frequenta), Tunos, Caloiros e, por fim, Aprendizes.
A Tuna apresenta-se como um laço de união entre academia e viver académico e a sociedade, servindo ainda como um factor de ligação entre as gerações sucessivas. Por isso, pretendemos sempre, e tal como até aqui, fazer perdurar e representar o espírito do viver académico, a praxe e a tradição.
É com esta alma, de quem pretende animar e alegrar quem nos quiser ouvir, que assim se apresenta a TUNADÃO 1998 - Tuna do Instituto Politécnico de Viseu.

## Cultura todo Ano
- Galeria Virtual[5]

A "Galeria Virtual" do IPV é um espaço de apresentação e divulgação de artes plásticas.
Este projecto virtual pretende entrar de forma simples pelo mundo de cada um e tocar nas suas sensibilidades. Com obras de vários autores, alguns já enraizados outros em fase de implementação, esta galeria está aberta a divulgar o trabalho de todos quantos o queiram fazer, desde que, respondam a certos padrões de qualidade.
- Revista Millenium - revista Científica do IPV[6][3]

A Revista Millenium é uma revista científica publicada pelo IPV através do Centro de Educação, Tecnologia e Estudos da Saúde (CI&DETS) . A revista está disponível gratuitamente em formato electrónico. Tem uma extensão internacional e é publicada em formato bilingue.